# Euplectus pueli
Euplectus pueli é uma espécie de insetos coleópteros polífagos pertencente à família Staphylinidae.
A autoridade científica da espécie é Raffray, tendo sido descrita no ano de 1910.
Trata-se de uma espécie presente no território português.